# Unicolax mycterobius
Unicolax mycterobius är en kräftdjursart som först beskrevs av Vervoort 1965.  Unicolax mycterobius ingår i släktet Unicolax och familjen Bomolochidae. Inga underarter finns listade i Catalogue of Life.